# Eriogonum gossypinum
Eriogonum gossypinum är en slideväxtart som beskrevs av Mary Katherine Curran. Eriogonum gossypinum ingår i släktet Eriogonum och familjen slideväxter. Inga underarter finns listade i Catalogue of Life.